# Pectiniseta equiseta
Pectiniseta equiseta är en tvåvingeart som beskrevs av John Otterbein Snyder 1953. Pectiniseta equiseta ingår i släktet Pectiniseta och familjen husflugor.
Artens utbredningsområde är Liberia. Inga underarter finns listade i Catalogue of Life.